# Baeotis simblina
Baeotis simblina är en fjärilsart som beskrevs av Hans Ferdinand Emil Julius Stichel 1929. Baeotis simblina ingår i släktet Baeotis och familjen Riodinidae. Inga underarter finns listade i Catalogue of Life.